# Edgar M. Bronfman
Edgar Miles Bronfman (ur. 20 czerwca 1929 w Montrealu, zm. 21 grudnia 2013 w Nowym Jorku) – amerykańsko-kanadyjski przedsiębiorca pochodzenia żydowskiego, filantrop i długoletni prezes Światowego Kongresu Żydów.

## Życie i działalność
Urodził się w Montrealu w prowincji Quebec w Kanadzie, w rodzinie imigrantów z Europy Wschodniej. Od 1959 r. posiada amerykańskie obywatelstwo, a od 1971 r. objął po śmierci ojca zarządzanie rodzinnym koncernem Seagram, działającym w branży alkoholowej, znajdującym się w posiadaniu rodziny od końca lat 20. XX wieku.
Od 1979 r. piastował funkcję prezesa Światowego Kongresu Żydów, zastępując Philipa M. Klutznicka. W okresie jego kierownictwa Światowy Kongres Żydów, wywalczył drogą sądową między innymi wysokie odszkodowania dla rodzin ofiar Holocaustu, których majątki, dotąd były zamrożone na kontach w bankach szwajcarskich, a także przyczynił się do poluzowania restrykcji emigracyjnych dla Żydów w ZSRR. Prezesem był do 2007 roku.
W 1999 r. został uhonorowany przez prezydenta USA – Billa Clintona najwyższym cywilnym odznaczeniem w USA – Medalem Wolności.

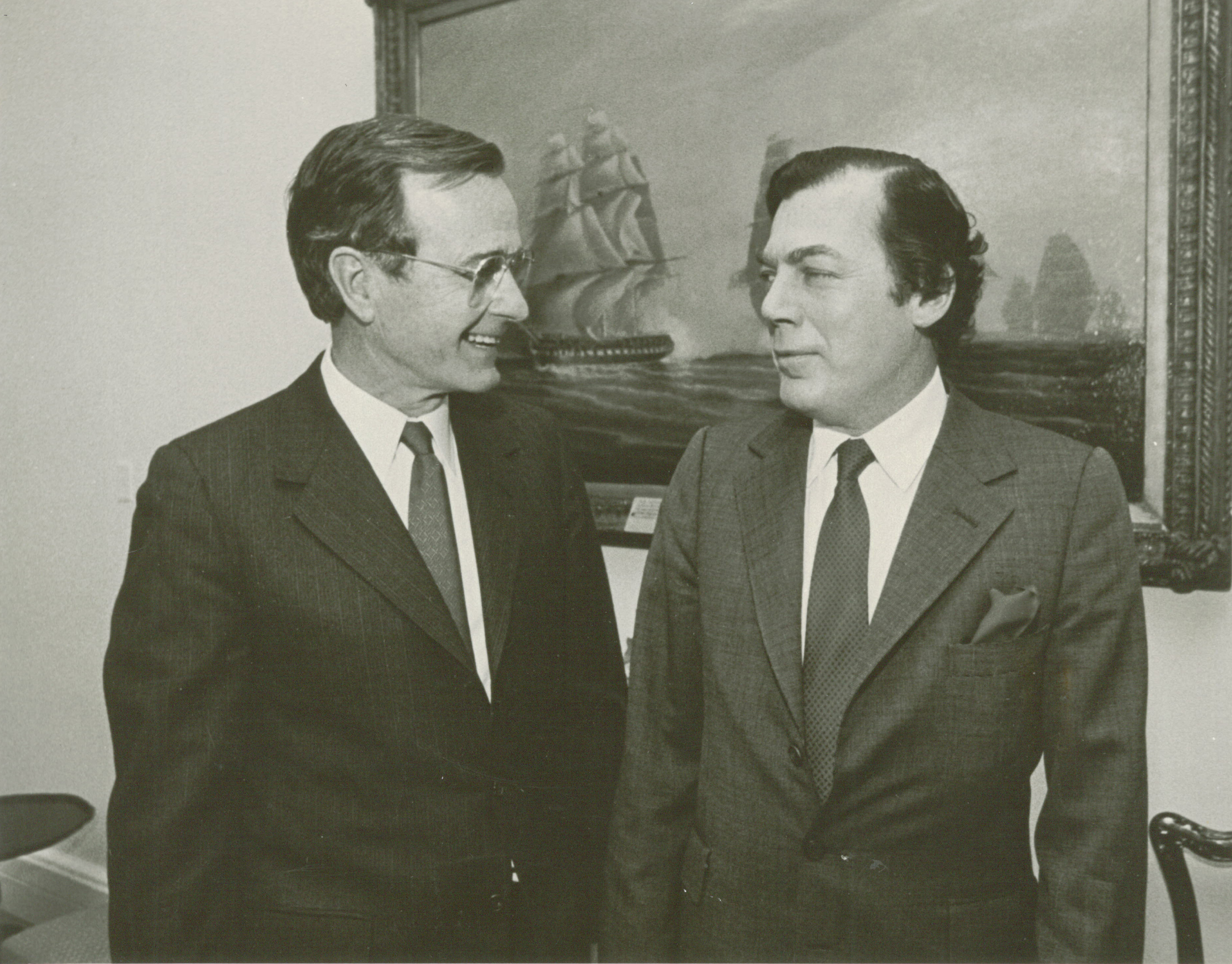
Bronfman i prezydent George H.W. Bush
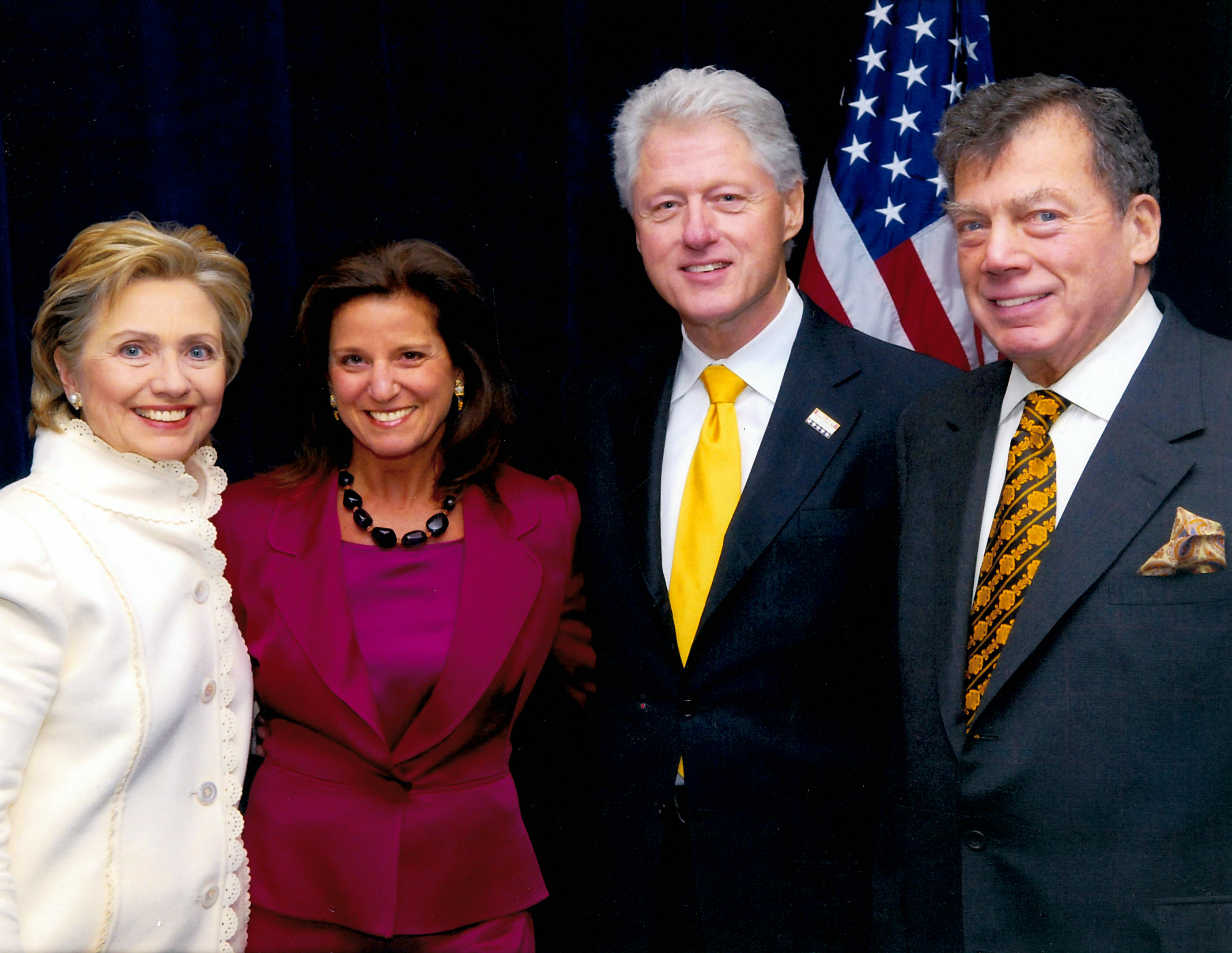
Bronfman odbierający Medal Wolności, w obecności prezydenta Billa Clintona (1999)